# Coco Legrand
Alejandro Javier González Legrand, más conocido como Coco Legrand (Santiago, 28 de julio de 1947), es un humorista, actor y crítico social chileno.
Su repertorio consiste principalmente en monólogos que muestran experiencias cotidianas que permiten revisar los rasgos psicológicos más típicos de la sociedad, satirizándolos y redescubriendo de este modo el perfil del ciudadano chileno promedio. En coherencia con ello, los tópicos que abordan los libretos corresponden a problemas familiares, laborales y sexuales, entre otros de contingencia. Mientras presenta diversas situaciones, gestos, posturas y frases típicas, va denunciando actitudes y rescatando la dignidad del pueblo chileno frente a ellas.

## Biografía

### Orígenes e inicios
Es hijo de José González Videla, hermano del ex presidente Gabriel González Videla, y de Raquel Legrand. Sin embargo, su papá del corazón siempre fue Amado Paredes Cárdenas, fundador de Metalpar y Viñedos Torreón de Paredes. Él fue un pilar fundamental para posteriormente dedicarse al humor. 
Estudió en el Liceo 7 de Ñuñoa y en el Colegio Hispano Americano en Santiago Centro. Quiso estudiar teatro, pero finalmente se decidió por Diseño en la Facultad de Bellas Artes de la Universidad de Chile. Además, estudió en el Home Union College, en Kosciusko, Misisipi (Estados Unidos), donde se especializó en matricería. Volvió titulado y trabajó un año en las salas de prensa de los talleres que la marca francesa Citroën poseía en Arica, en el norte de Chile. 
El humorista comenzó profesionalmente en 1970 en Arica, donde mostró sus primeros trabajos y destacó de inmediato por la calidad y por la variedad de sus personajes que fue introduciendo en rutinas que lo llevaron a ser conocido, cada cual con visos de la plena actualidad de acuerdo a la época. Entonces, recibió un respaldo muy positivo por parte de la crítica especializada y del público, así como del periodista Alfredo Lamadrid, quien lo representó por varios años.
Coco Legrand se trasladó a Santiago, donde actuó en los más variados centros de espectáculos. Fue así como se fue identificando con la juventud y con las mujeres y los varones de toda edad. Sus monólogos, chistes cortos, "cuentos" como él los llama, resultaron del agrado de moros y cristianos; también sus inigualables interpretaciones humorísticas de personajes "tipo" o típicos de cualquier estrato social chileno.
Sus presentaciones en el ya desaparecido teatro de revistas Bim bam bum en Santiago, resultaron memorables, así como sus actuaciones en televisión y radio. La consagración definitiva de Coco Legrand llegó con su recordada presentación en el XIII Festival Internacional de la Canción de Viña del Mar, en 1972, con personajes, como el «Lolo Palanca» y el «Cuesco Cabrera». 
En 1977, según consta en una publicación del diario El Mercurio de aquel año, Legrand habría sido parte de los llamados "77 jóvenes de Chacarillas", asistentes a una ceremonia celebrada en aquella localidad. El acto era un explícito homenaje personal a Augusto Pinochet Ugarte, Legrand, sin embargo, ha negado el haber asistido a tal ceremonia.
En los años 1980, su fuerte fueron los café concerts, seis en total. Tres de sus café concerts los llevó al fonograma: Con la camiseta puesta, No voten por mí y La década de un Coco. A ellos se añade el volumen A cantar con Coco Legrand.

### La rutina cortada
El 11 de febrero de 1980, la última noche del Festival Internacional de la Canción de Viña del Mar de ese año, la presentación del artista fue abruptamente cortada por TVN para dar paso a la actuación de Neil Sedaka a tiempo para cumplir los compromisos de transmisión satelital. Mientras el público pedía el regreso del humorista al escenario, Coco Legrand estaba retenido, en medio de los forcejeos, los productores de la estación y los periodistas que trataban de entrevistarlo. Esa noche, Coco Legrand juró no volver a pisar el escenario del Festival de Viña del Mar.
Entre 1980 y 1981 trabajó en Argentina, donde rodó tres películas cómicas, dos de ellas junto a Alberto Olmedo y Jorge Porcel.
El juramento de Viña del Mar se mantuvo durante 20 años, hasta el año 2000. En el XLI Festival Internacional de la Canción, se produjo el reencuentro entre el humorista y el público de la Quinta Vergara. También se presentó en las ediciones de 2006 y 2010 del certamen, llevándose los máximos galardones por parte del público.

### Años posteriores

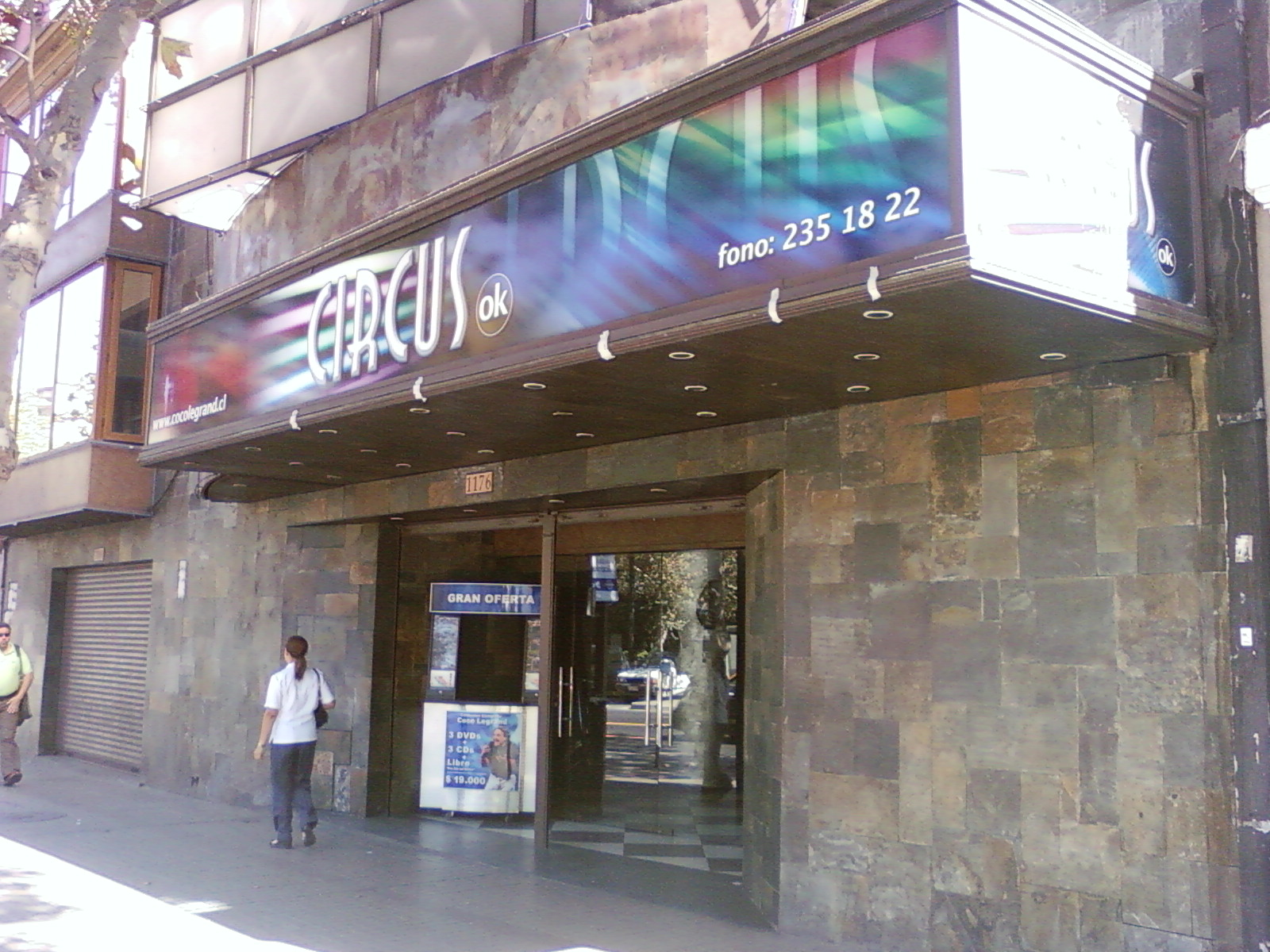
Antiguo teatro Circus Ok, propiedad de Coco Legrand, en Providencia, Santiago, hoy demolido.

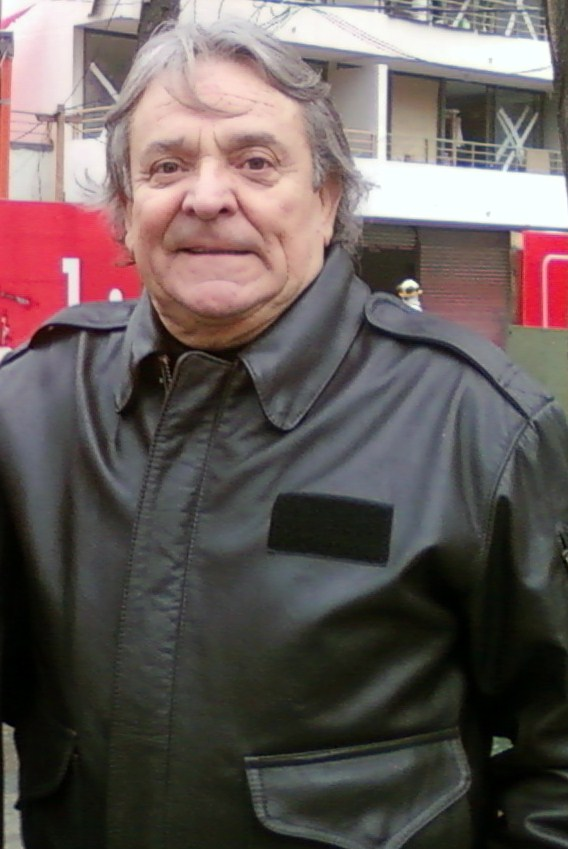
Legrand en 2009

En 2002, Legrand coanimaría el estelar Por fin es lunes junto a Margot Kahl en Canal 13. Dejaría el programa tras la primera temporada para enfocarse en sus espectáculos en vivo. Entre 2003 y 2004, condujo el programa Ciudad Gótica, de Televisión Nacional de Chile (TVN), junto con Felipe Camiroaga y Carla Ballero. En 2008, también tuvo un estelar propio en el mismo canal, emitido los días martes a las 22.00, llamado El día del Coco.
Coco Legrand fue gerente y propietario de Circus Ok, un teatro y empresa de espectáculos. Su amigo, el actor Jaime Azócar, fue el director de arte. En 2012, el teatro fue demolido junto con otros inmuebles colindantes para construir un edificio. El "Coco" trasladó sus oficinas a Av. Apoquindo en Las Condes.
En 2016, repasó su carrera en el programa 45 años de un Coco, transmitido por TVN.
Una de las aficiones de Coco Legrand son las motos Harley Davidson, de las cuales ha tenido varias, bautizándolas con nombres de conocidas mujeres nacionales debido a alguna característica importante. Entre ellas están: Chechi Bolocco, Raquel Argandoña, Fernanda Hansen, Pamela Díaz, Gladys Marín y Faloon Larraguibel.
En el filme de animación Condorito: la película de 2017, el comediante puso la voz al personaje de Doña Tremebunda.
En 2019 fue colocada una estatua de cera con su figura en el área de los comediantes del Museo de Cera de Las Condes.
En noviembre de 2020 lanzó su propio sitio web de teatro en línea.
Anunció su retiro definitivo de los escenarios el día 19 de junio de 2024 a los 77 años de edad y después de dificultades de salud derivados del vértigo. 
En diciembre de 2024, Legrand manifestó su apoyo al ex Carabinero Claudio Crespo, acusado e investigado por violaciones a los Derechos Humanosdurante el Estallido Social de 2019, lo que causó diversas reacciones en la opinión pública nacional. 

## Monólogos
- XXI Festival de Viña del Mar (1980)
- Humor al contado (1981)
- Ríase por la recesión o la fuerza (1982)
- Tú te lamentas, de qué te lamentas (1983-1985)
- Con la camiseta puesta (1986-1987)
- No voten por mí (1988-1989)
- La década de un Coco (1990-1992)
- ¿Qué se teje? (1993-1995)
- ¡Al diablo con todo! (1996-1999)
- XLI Festival de Viña del Mar (recibió Gaviota de Oro y Gaviota de Plata - 2000)
- Hasta aquí nomás llegamos (2002)
- XLVII Festival de Viña del Mar (recibió Antorcha de Plata, Antorcha de Oro y Gaviota de Plata - 2006)
- Los Coquitos dicen (compartió escenario con su hijo, el actor Matías González - 2007)
- LI Festival Internacional de la Canción de Viña del Mar (recibió Antorcha de Plata, doble Antorcha de Oro y Gaviota de Plata - 2010)
- Terrícolas, Corruptos Pero Organizados (T-CPO) (2010-2014)

## Otros trabajos
- Centralízate, gallo, en la alta tensión (Canal 9, 1978-1979)
- A los cirujanos se les va la mano (película argentina de comedia, 1980)
- Las mujeres son cosa de guapos (película argentina de comedia, 1981)
- Abierto día y noche (película argentina de comedia, 1981)
- Mediomundo (actor de televisión, Canal 13, 1985)
- De lo bueno... Coco (Megavisión, 1990)
- Teletón 1992
- Maravillozoo (panelista de televisión, Canal 13, 1995-2002)
- Teletón 1998
- Por fin es lunes (coanimador junto a Margot Kahl, Canal 13, 2002)
- Más allá del humor (libro, 2002)
- ¡Al diablo con todo! (DVD, 2003)
- Cesante (voz; película de animación de Ricardo Amunátegui, 2003)
- Teletón 2006
- Con el Coco en el diván (libro en conjunto con Pilar Sordo - 2007)
- El día del Coco (presentador, TVN, 2008)
- Lokas (película de Gonzalo Justiniano, 2008)
- 45 años de un Coco (presentador, TVN, 2016)
- Condorito: la película (voz película de animación de Alex Orrelle y Eduardo Schuldt, 2017)
- Viejos de Mierda (junto a Jaime Vadell y Tomás Vidiella - 2016-2023)

## Premios y nominaciones
- 2000 - Gaviota de Oro y Gaviota de Plata, Festival de Viña del Mar.
- 2006 - Antorcha de Plata, Antorcha de Oro y Gaviota de Plata, Festival de Viña del Mar.
- 2010 - Antorcha de Plata, doble Antorcha de Oro y Gaviota de Plata, Festival de Viña del Mar.
- 2016 - Premio Nacional de Humor de Chile.